# CO & CO
CO & CO fue una revista sobre historieta, española, de tamaño gigante, con impresión de calidad fotográfica y buen diseño. Dirigida por Héctor Chimirri y publicada por Ediciones B entre 1993 y 1994. Sólo se imprimieron 12 números a 600 pesetas cada uno. La revista fue posterior al Boom del cómic adulto en España y podría situarse en el tiempo dentro de la llamada "travesía en el desierto". En la revista se combinaban historietas con temas sobre cómic, cine, literatura, fotografía, jazz y política. De la misma manera compaginaba portadas fotográficas con ilustraciones de Carlos Nine (en tres ocasiones) o Chichoni (cuatro veces). En sus páginas aparecieron dibujantes como José Muñoz, Jordi Bernet y Horacio Altuna entre otros; guionistas como Sampayo o Sánchez Abulí. Entre sus colaboradores destacaban Marcos Ordóñez, Juan Sasturain,  Francisco Casavella y Manu Leguineche.

## Los libros de CO & CO
Bajo esta colección se llegaron a publicar 12 álbumes en rústica.
- Imaginario. Horacio Altuna.
- Tako. Michetz con guion de Yann.
- Turandot. Nazario.
- Alack Sinner. Muñoz con guion de Sampayo.
- La casta de los Metabarones. Othon el tatarabuelo. Juan Giménez con guion de Alejandro Jodorowsky.
- Perramus. Alberto Breccia con guion de Juan Sasturain.
- Informe sobre ciegos. Alberto Breccia con guion de Ernesto Sabato.
- Missie Vandisandi. Hermann.
- Camino a Selma. Philippe Berthet con guion de Tomé.
- Wild Palms. Julian Allen con guion de Bruce Wagner.
- La casta de los Metabarones. Honorata la tatarabuela. Juan Giménez con guion de Alejandro Jodorowsky.
- Socorro. Varios autores.

Fuera de colección se publicaron:
- Drácula. Mike Mignola con guion de Roy Thomas.
- Jurassic Park. Gil Kane con guion de Walter Simonson.
- Frankenstein. Rafael Kayanan con guion de Roy Thomas.